# 吉田良熈
吉田 良熈（よしだ よしひろ）は、江戸時代後期の日本の公卿。

## 生涯
吉田良長の子として、文化7年（1810年）に誕生。母は仙石久道の娘。初名は良芳（ながよし）。
文政4年（1821年）、12歳で叙爵され、同6年12月10日（1824年1月10日）、14歳で元服、昇殿を許される。天保8年8月1日（1837年8月31日）、28歳のとき、拝賀した。弘化4年（1847年）、従三位に叙され、38歳で公卿に列せられる。
嘉永元年（1848年）は元日節会の外弁、嘉永3年（1850年）は踏歌節会の外弁を、嘉永4年（1851年）と嘉永5年（1852年）は白馬節会の外弁を務め、その年の12月19日（1853年1月28日）に直衣を許された。嘉永6年3月1日（1858年4月8日）、44歳のとき名を良熈と改名する。安政5年3月12日（1858年4月25日）、廷臣八十八卿列参事件に息子の良義とともに参加した。
慶応4年（1868年）4月1日、神祇権大副を辞任し、その翌日に薨去した。58歳。

## 官歴
- 文政4年1月4日（1821年2月6日）、従五位下。
- 文政8年2月11日（1825年3月30日）、従五位上。
- 文政12年1月5日（1829年2月8日）、正五位下。
- 天保8年5月22日（1837年6月24日）、侍従。
- 天保8年10月24日（1837年11月21日）、従四位下。
- 天保11年11月26日（1840年12月19日）、侍従を服解[注 1]。
- 天保12年1月20日（1841年2月11日）、侍従に復任。
- 天保12年2月4日（1841年3月26日）、従四位上。
- 天保12年12月22日（1842年2月2日）、神祇権大副、侍従は如故。
- 天保15年1月5日（1844年2月22日）、正四位下。
- 弘化2年8月20日（1845年9月21日）、侍従・神祇権大副を服解[注 2]。
- 弘化2年10月11日（1845年11月10日）、侍従・神祇権大副に復任。
- 弘化4年5月23日（1847年7月5日）、従三位。
- 嘉永4年1月5日（1851年2月5日）、正三位[6]。
- 安政3年2月4日（1856年3月10日）、侍従を辞任。
- 慶応4年4月1日（1868年4月23日）、神祇権大副を辞任。

## 系譜
- 父：吉田良長
- 母：觿子 - 仙石久道の娘
- 兄弟：吉田良熈 - 七条信祖 - 柳原堅子
- 妻：石川総安の長女
  - 男子：吉田良義
  - 女子：萩原茂子 - 萩原員光室
  - 女子：錦姫 - 松平直巳室
  - 養子：七条壽賀子 - 七条信祖室